# Francesc Socies i March
Francesc Socies i March (Barcelona, 1892 - Barcelona, 1969) fou un escultor i pintor català.
Format a l'Escola de la Llotja i amb Clarasó i Llimona. Participà en exposicions col·lectives des del 1910. Estudià a París amb Paul Landowsky. Fou professor de perspectiva a l'Ateneu Obrer de Barcelona i al de les Corts. Exposà individualment a la Sala Parés de Barcelona (1914) i a nombroses exposicions de conjunt. El 1951 féu una assenyalada mostra individual a la Sala Busquets de Barcelona, on presentà bronzes, marbres, talles de fusta i de vori, així com aquarel·les. Ha conreat la medallística i la pintura mural (Banc Vitalici de Barcelona).

## Obra
- Monument en record de l'artista Apel·les Mestres, al parc de la Font del Racó, Barcelona (1938).[2]
- Imatge de la 'Mare de Déu de la Salut', a l'ermita-santuari homònim, Barcelona (1964).[3]